# Palau Darul Aman
El palau Darul Aman (dari: قصر دارالامان; paixtu: د دارالامان ماڼۍ, ‘habitada per la pau’ o, en un doble sentit, ‘habitada per Aman[ullah]’) és un palau situat a uns 16 quilòmetres al sud-oest del centre de Kabul, l'Afganistan. Es troba directament enfront del Parlament afganès i està prop del Museu Nacional de l'Afganistan i de la Universitat Americana de l'Afganistan.
En 2019, el palau va ser completament renovat per al centenari de la Independència de l'Afganistan, que va ser el 19 d'agost de 2019.

## Història

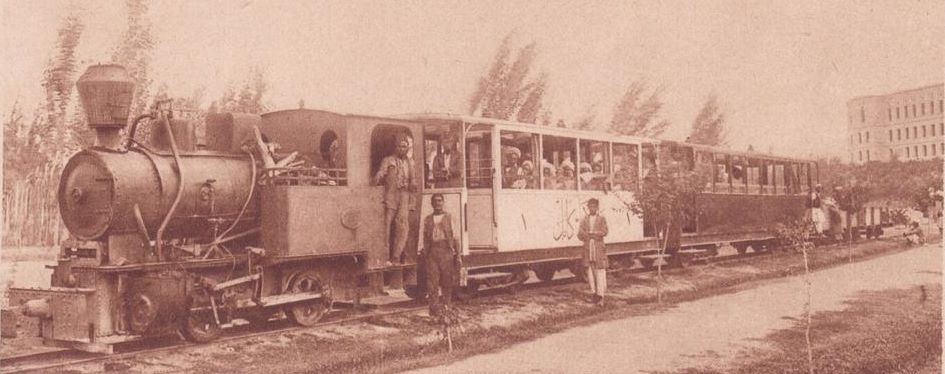
Línia de ferrocarril fins al palau en 1923.

A principis de la dècada de 1920, va començar la construcció del Palau Darul Aman com a part dels esforços del rei Amanullah Khan per a modernitzar l'Afganistan. Anava a ser part de la nova ciutat capital anomenada Darulaman, connectada a Kabul per un ferrocarril de via estreta. Amanullah Khan va convidar a 22 arquitectes d'Alemanya i França per a construir el palau. El palau es considera un testimoniatge dels llaços afganès-alemanys, ja que va ser dissenyat per l'enginyer alemany Walter Harten i el seu equip d'enginyers.
El palau és un imponent edifici neoclàssic situat en el cim d'un turó amb vista a una vall plana i polsosa en la part occidental de la capital afganesa. Dissenyat pels arquitectes francesos A. Godard i M. Gordad, així com per arquitectes alemanys, va ser un dels primers edificis del país a tenir calefacció central i aigua corrent. Destinat a ser la seu d'un futur parlament, l'edifici va romandre sense utilitzar i parcialment acabat durant molts anys després que els conservadors religiosos sota el lideratge d'Habibullāh Kalakāni obliguessin a Amanullah a abandonar el poder en 1929 i paralitzessin les seves reformes. En anys posteriors va servir com a escola de medicina per a la Universitat de Kabul, així com magatzem i seu de diversos ministeris més petits.
L'edifici va ser destruït per un incendi el 14 de desembre de 1968 i posteriorment restaurat per a albergar el Ministeri de Defensa durant els anys setanta i vuitanta. En el cop comunista de 1978, l'edifici va ser incendiat una vegada més. Gran part de l'edifici va ser danyat pel foc dels tancs durant el fallit intent de cop de Shahnawaz Tanai el 6 de març de 1990. Va ser danyat una vegada més en els anys noranta quan faccions rivals dels mujahidins van lluitar pel control de Kabul. Els forts bombardejos dels mujahidins van deixar el palau en ruïnes, inclòs el garatge que contenia els vehicles de l'antic rei, que van ser retirats i utilitzats com a blancs, i que finalment van ser destruïts. Es va utilitzar principalment com a assentament de refugiats i com a campament de nòmades fins a principis del decenni de 2000, quan es va convertir en la caserna general d'un batalló de l'Exèrcit Nacional Afganès.

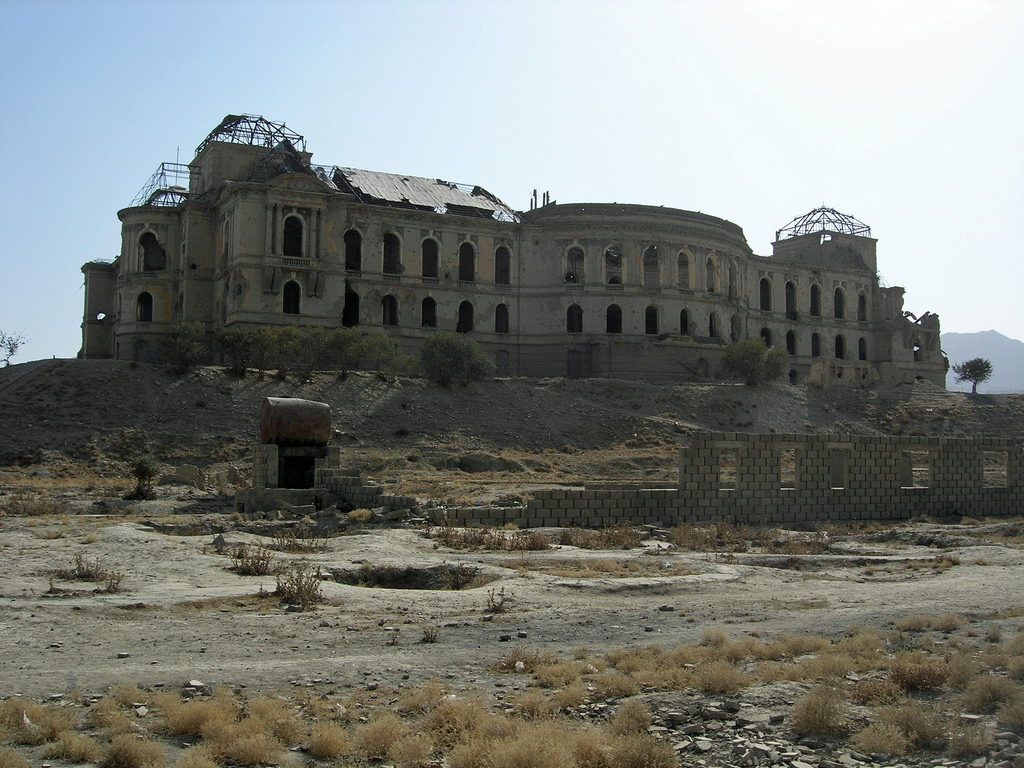
Façana del palau en ruïnes en 2008

En 2005 es va donar a conèixer un pla per a renovar el palau per al seu ús com a seu del futur parlament de l'Afganistan. S'anava a finançar principalment amb donacions privades d'estrangers i afganesos rics. El palau és un dels diversos objectius d'una sèrie d'atemptats llançats el 15 d'abril de 2012, dels quals els talibans van reivindicar la responsabilitat. Finalment, es va decidir construir un nou edifici enfront del palau per a albergar al parlament amb una subvenció, proporcionada per l'Índia. La construcció es va acabar en 2015.
A principis de 2016 van començar les obres d'un projecte de restauració de 20 milions de dòlars, destinat a renovar el palau a temps per al centenari de la plena independència de l'Afganistan en 1919. Inicialment, es van retirar gairebé 600 tones d'enderrocs de l'edifici de 150 habitacions i, per a la primavera de 2017, els treballadors estaven retirant el guix i el formigó de les parets interiors. Més de 80 enginyers i arquitectes van participar en el projecte, dels quals el 25 % eren dones. El febrer de 2018 es va anunciar que gairebé el 50 % de la renovació estava acabada i que s'havia completat íntegrament per a juliol de 2019.
El 18 d'abril de 2020, es va celebrar una cerimònia d'inauguració en el palau per la seva conversió en un centre d'aïllament i tractament de COVID-19 amb 200 llits durant la pandèmia per COVID-19 al país.

## Arquitectura
El palau és un edifici de maons en forma d'U, construït en un estil neoclàssic europeu. Té 3 pisos a 150 habitacions, incloent-hi un saló principal semicircular. El seu punt més alt està a uns 33 m sobre el nivell del sòl. Hi ha quatre torres amb forma de cúpula en el sostre. Les galeries del tercer pis de la façana sud estan decorades amb diverses columnes corínties. Cada pis està connectat per escales de cargol de marbre.

## Galeria

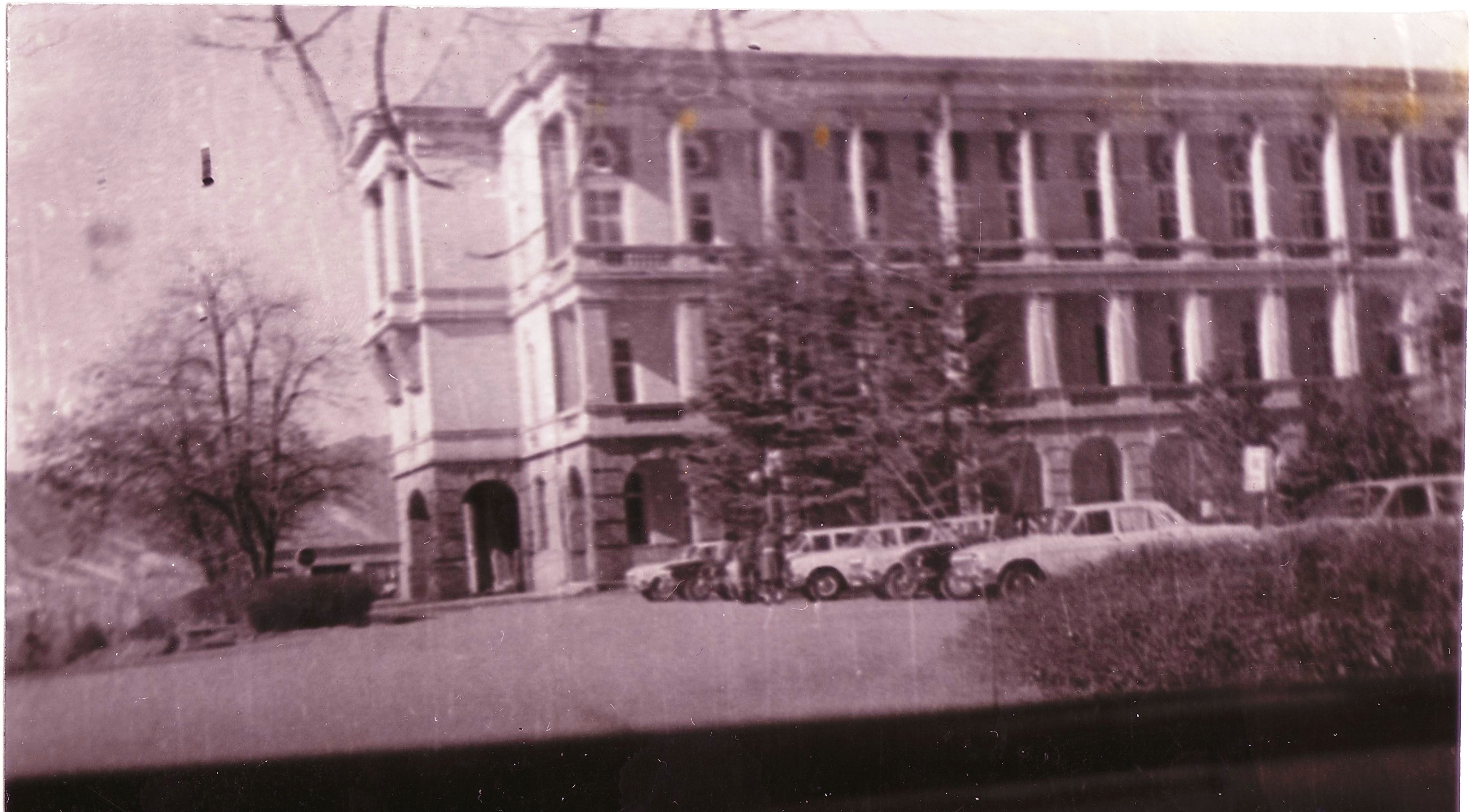
El palau en 1986
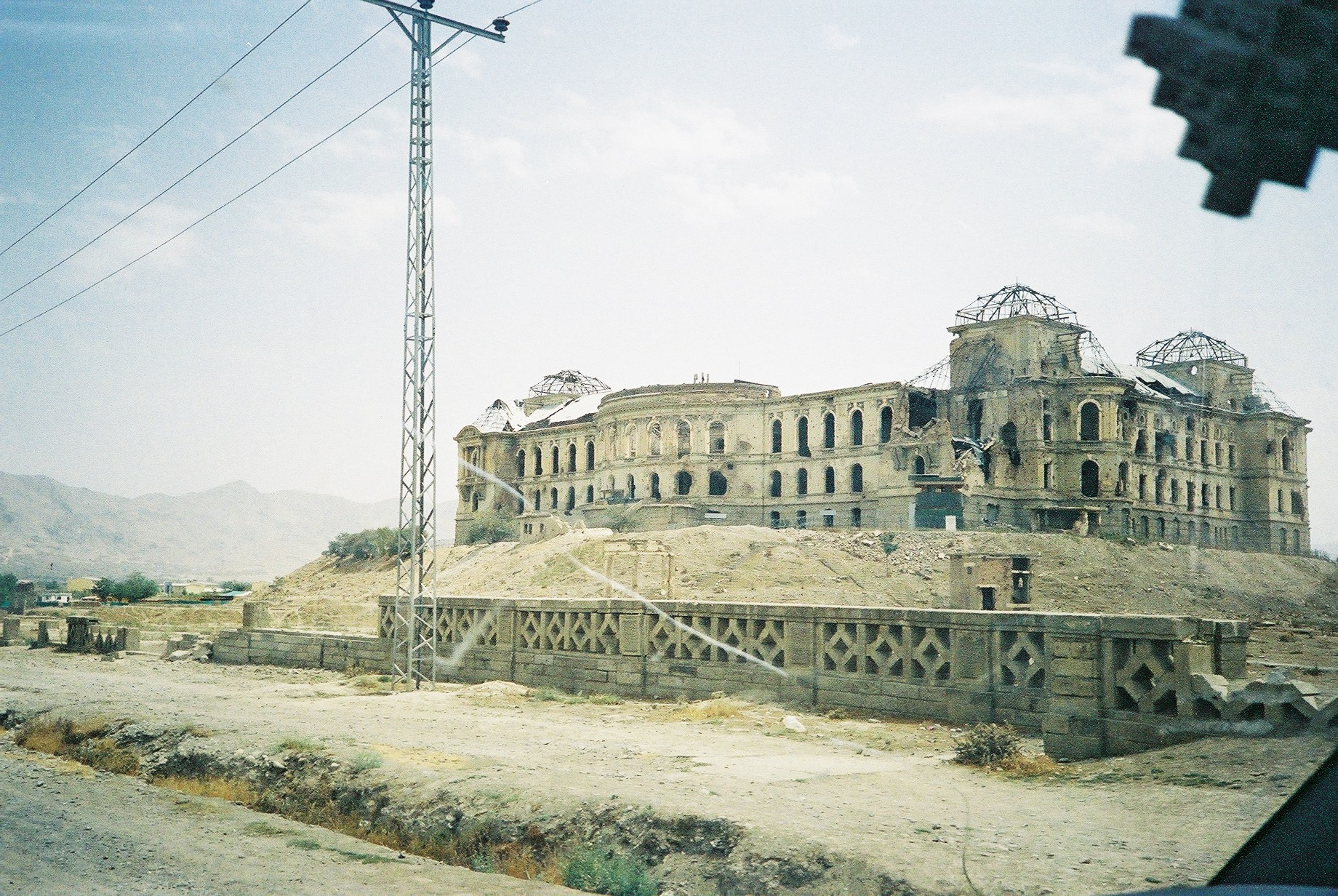
Palau danyada pels bombardejos infligits durant la lluita dels mujahidins per Kabul després de la retirada soviètica
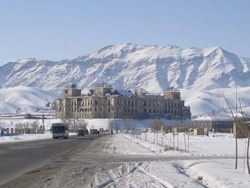
El palau durant una forta nevada
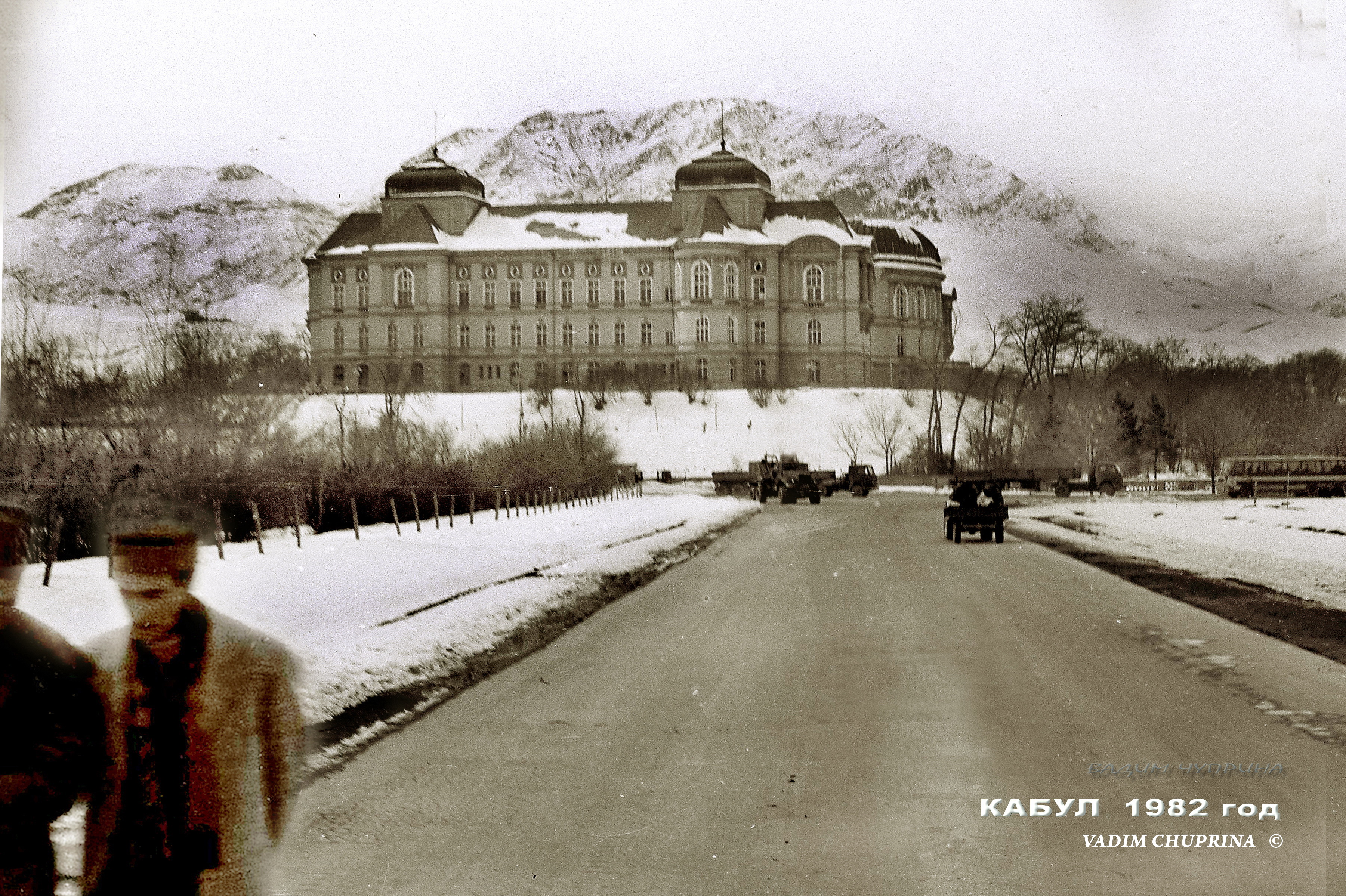
El palau en 1982, amb camions de l'exèrcit soviètic visibles
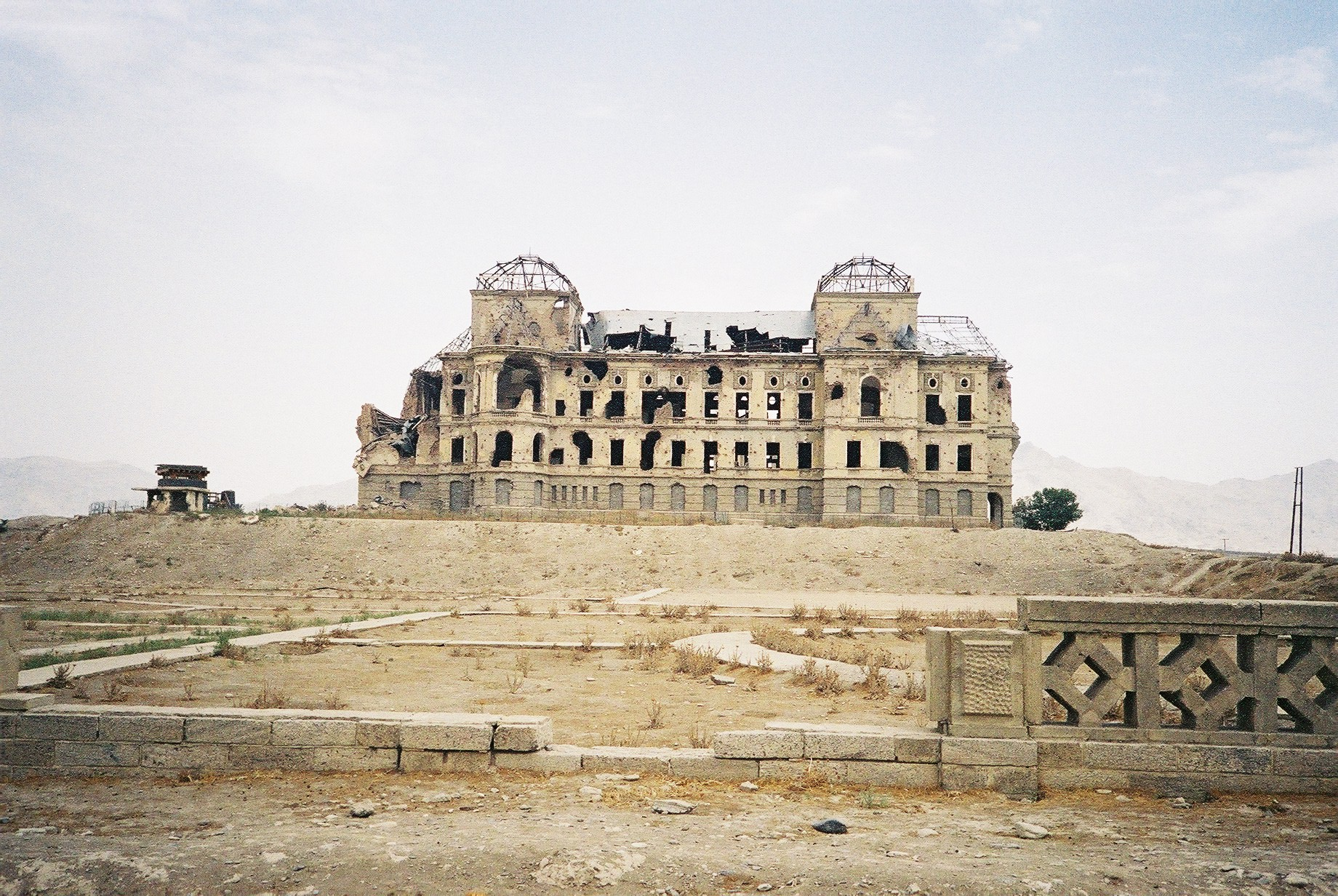
Elevació de l'oest
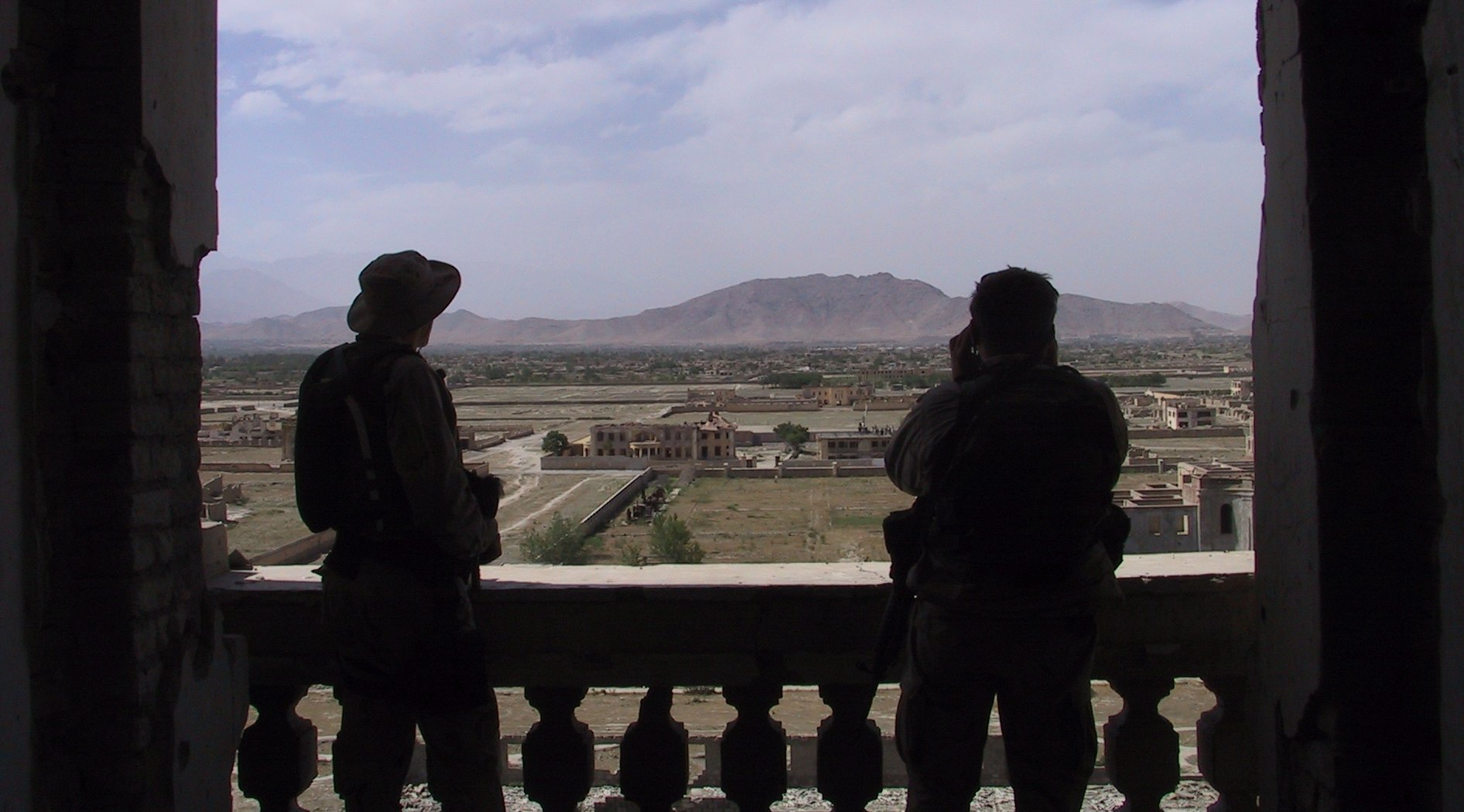
Dos soldats de les Forces Especials dels EUA veuen Kabul mirant al nord
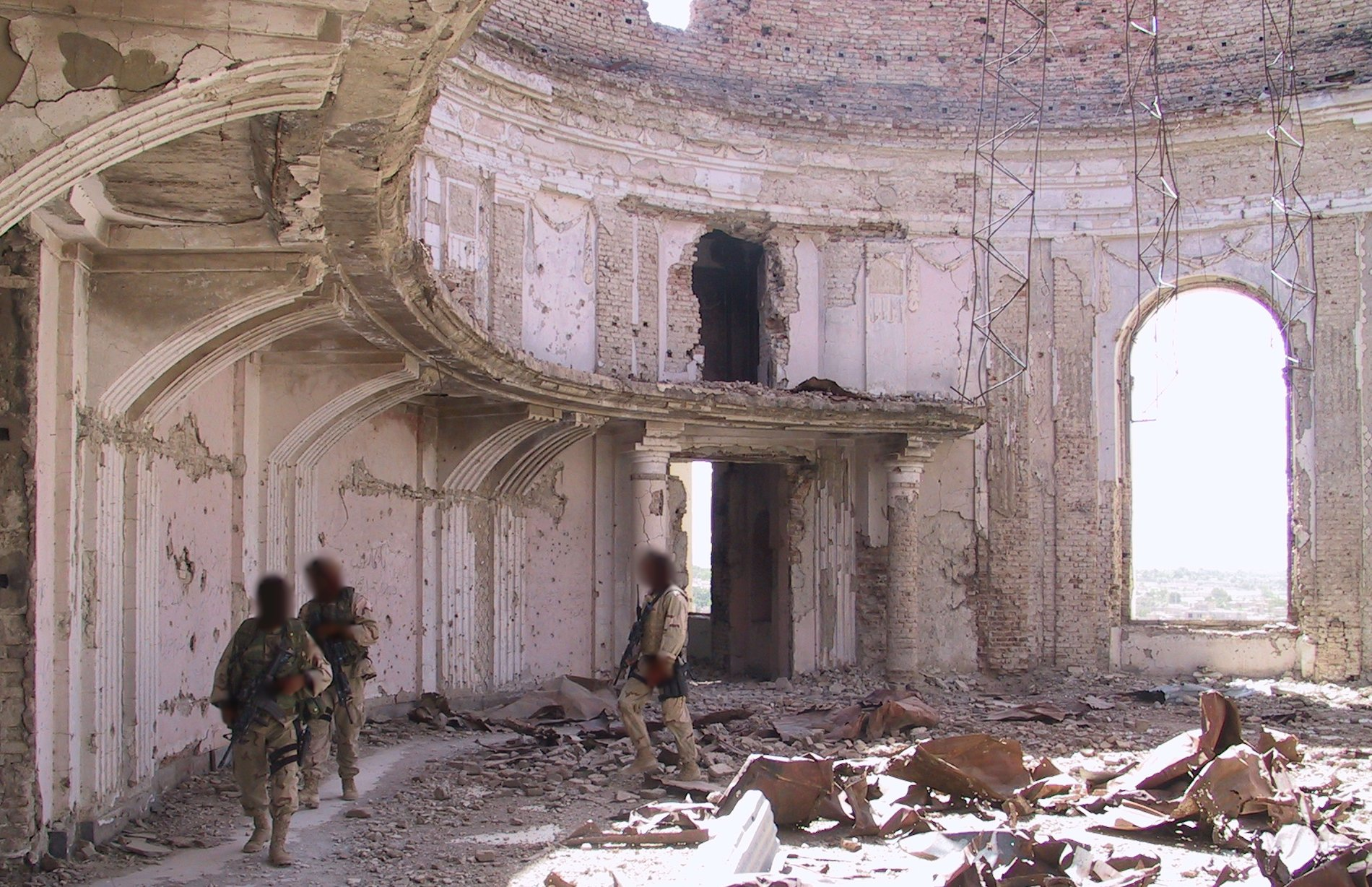
Comandos dels EUA patrullant una habitació fortament bombardejada en el palau en 2002
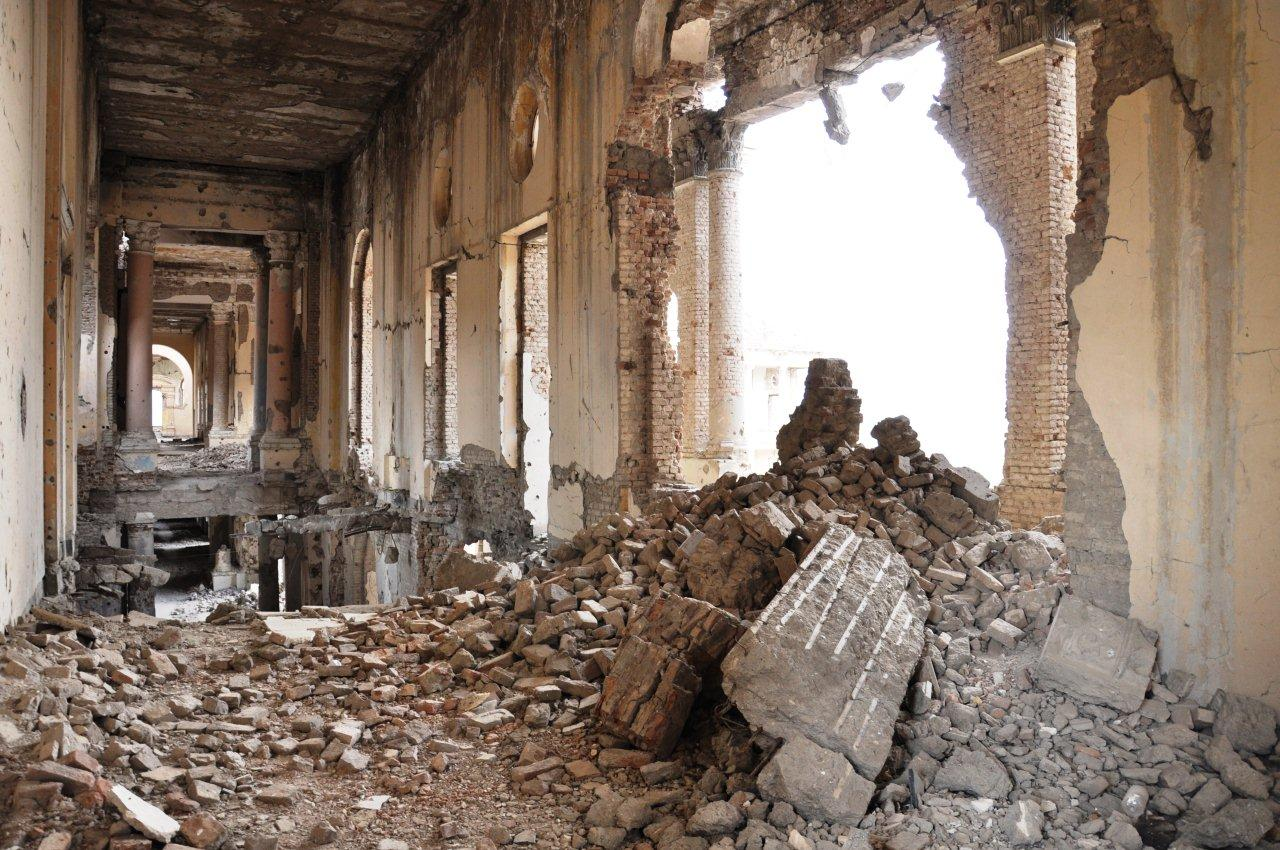
L'interior del palau està en molt mal estat al juliol de 2010
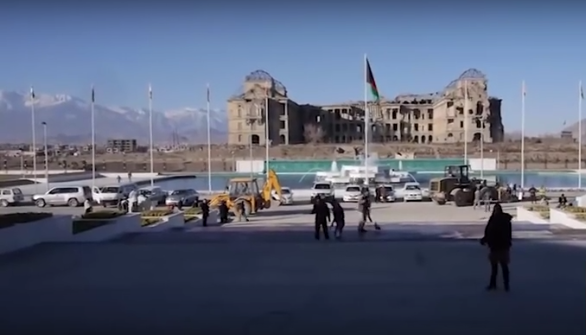
Vista des de l'edifici del Parlament afganès mostrant les ruïnes del palau, en reconstrucció al desembre de 2015